# 阿弥陀寺 (京都市西京区)
阿弥陀寺（あみだじ）は、京都市西京区にある浄土宗西山深草派の寺院。山号は吉祥山（きっしょうざん）。別名を千代原観音といい、洛西三十三所札所である。西京区にある常楽寺は無住のため、この寺で御朱印を受付けている。